# Marine Corps Base Quantico

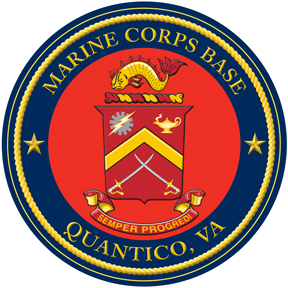
Siegel der MCB Quantico

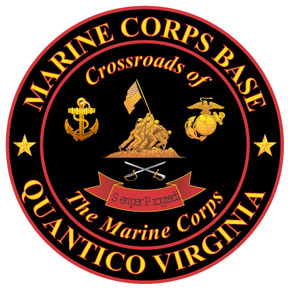
Früheres Logo der MCB Quantico

Lage der MCB Quantico

Die Marine Corps Base Quantico ((MCB) Quantico) in der Nähe von Fredericksburg im Prince William County, Virginia, ist eine der größten Basen des US Marine Corps. Die Basis ist eines der Hauptausbildungszentren und umfasst über 255 Quadratkilometer. Eine Replik des US Marine Corps War Memorial steht am Eingang der Basis. Ebenfalls befindet sich das öffentlich zugängliche Museum des Marine Corps auf der Basis. Die Stadt Quantico ist von der Basis und dem Potomac River umgeben. Der Zugang zur Stadt ist nur durch die Basis oder über den Fluss möglich.

## Stationierte Einheiten
1942 eröffnete hier die Special Activities Branch (SOE) des Office of the Coordinator of Information eine Schulungsstätte für Subversion. Quantico beherbergt das Zentrum, das die Kampfstrategien des Marine Corps entwickelt. Die meisten der über 12.000 Personen des Stützpunktes (Personal, Zivilangestellte und Familienmitglieder) gehören diesem Zentrum an. Es hat ein jährliches Budget von ca. 300 Millionen US-Dollar. Das Marine Corps Research Center betreibt – vor allem im Bereich der Telekommunikation – Forschung und Entwicklung für die Marines.
Zusätzlich beherbergt die Basis auch das Hauptforschungs- und Trainingszentrum des FBI. Dazu gehören unter anderem eine Übungsstadt, verschiedene Laboratorien und Ausrüstungstestgelände. Quantico ist auch die Haupttrainingsanlage der Drogenfahndungsbehörde. In Quantico ist auch die für den Hubschraubertransport des US-Präsidenten im Marine One verantwortliche Einheit HMX-1 stationiert.
Die Basis ist die Haupttrainingsanlage für das US Marine Corps und die Vollzugsbehörden, einschließlich:
- der Akademie der Drug Enforcement Administration (DEA)
- der FBI Academy
- des FBI Laboratory
- der Officer Candidate School (OCS) des US Marine Corps
- der United States Marine Corps Basic School
- des United States Marine Corps Bataillons
- der Marine Corps University
- der Defense Intelligence Agency
- des Marine Raider Museums
- des USACIDC Headquarters
- des AFOSI Headquarters
- der Behavioral Analysis Unit (BAU)
- seit 15. September 2011 das United States Naval Criminal Investigative Service

Die Basis beherbergt auch das FBI-Geiselbefreiungsteam (Hostage Rescue Team (HRT)) sowie das Command and Staff College des US Marine Corps.

## Schießerei vom 21. März 2013
Bei einer Schießerei im Stützpunkt wurden am 21. März 2013 drei Menschen getötet. Der Todesschütze, der selbst unter den Opfern war, hatte sich in einem Kasernengebäude verbarrikadiert und Geiseln genommen. Er war ein Mitglied der Offizierskandidaten-Schule (OCS) auf dem Stützpunkt.

## In den Medien
- Quantico, eine Fernsehserie, die an der FBI-Akademie spielt.
- Mindhunter, dessen Ermittlerteam von der FBI-Akademie aus operiert.
- Der erfolgreiche Roman Das Schweigen der Lämmer spielt teilweise an der FBI-Akademie in Quantico.
- Der Film Das Schweigen der Lämmer beginnt mit Szenen an der FBI-Akademie in Quantico.
- Quantico kommt auch in den Serien  Akte X, Criminal Minds, Fringe, Hawaii Five-0, Mindhunter, Navy CIS und CSI: Cyber vor.
- Die Whistleblowerin Chelsea Manning war vorübergehend in Quantico in Isolationshaft, was ein größeres Medienecho hervorrief.